# بيتر فلورين
كان بيتر فلورين (من 2 أكتوبر 1921 إلى 17 فبراير 2014). (بالإنجليزية: Peter Florin)‏. سياسيًا ودبلوماسيًا من ألمانيا الشرقية.

## النشأة
ولد فلورين في كولونيا في 2 أكتوبر 1921. كان والده، فيلهلم فلورين (1894 - 1944) ، شخصية بارزة في الحزب الشيوعي الألماني قبل الحرب. بين عامي 1924 و 1933 ، عضو في البرلمان (البرلمان).
غادر فلورين ألمانيا مع والديه في عام 1933، عندما جاء أدولف هتلر إلى السلطة وبدأ اضطهاد الشيوعيين، وانتقل أولا إلى فرنسا ثم إلى الاتحاد السوفيتي، حيث حضر مدرسة كارل ليبكنخت. هناك، درس الكيمياء في جامعة Mendeleyev.
خلال الحرب العالمية الثانية ، قاتل مع الثوار السوفيت في بيلاروسيا. في عام 1944، أصبح فلورين رئيس تحرير مجلة Freies Deutschland ، وهي صحيفة أسبوعية مناهضة للنازية. في نهاية الحرب، عاد إلى ألمانيا كعضو في مجموعة Ackermann ، إحدى المجموعات الإقليمية المرسلة لإرساء أساس الإدارة العسكرية السوفيتية في ألمانيا.

## روابط خارجية
- بيتر فلورين على موقع مونزينجر (الألمانية)